# Liste des établissements scolaires de Trois-Rivières

Liste des établissements scolaires de Trois-Rivières, incluant les écoles de la commission scolaire du Chemin-du-Roy et de la commission scolaire Central Québec, de même que les établissements privés et publics répartis sur le territoire de la ville de Trois-Rivières au Canada, en ordre alphabétique :

## Enseignement préscolaire et primaire
- Collège Marie-de-l'Incarnation
- École alternative Saint-Sacrement
- École du Bois-Joli
- École Cardinal-Roy
- École Curé-Chamberland
- École de l'Envolée
- École de musique Jacques-Hétu
- École de Pointe-du-Lac[1]
- École Dollard
- École intégrée des Forges
- École intégrée Sainte-Bernadette
- École Jacques-Buteux
- École le P'tit bonheur
- École les Terrasses
- École Louis-de-France
- École Marie-Leneuf
- École Marguerite-Bourgeois
- École Mond’Ami
- École Notre-Dame-du-Rosaire
- École primaire anglophone de la Mauricie[2] (Anglophone)
- École primaire d'éducation internationale
- École Saint-Dominique-et-Sainte-Catherine-de-Sienne
- École Saint-Eugène
- École Saint-François-d’Assise
- École Saint-Gabriel-Archange
- École Sainte-Madeleine-et-Sacré-Cœur
- École Saint-Paul
- École Saint-Pie-X
- École Saint-Philippe
- École Sainte-Thérèse
- École Richelieu
- École Val-Marie
- École Vision

## Enseignement secondaire
- Académie de Trois-Rivières (Anglophone)
- Académie les Estacades
- Avenues-Nouvelles
- Collège de l'Horizon
- Collège Marie-de-l'Incarnation
- École secondaire Chavigny[3]
- École secondaire des Pionniers
- École secondaire du Moulin
- Institut secondaire Kerenna
- Le Point-Tournant
- Séminaire Saint-Joseph

## Formation professionnelle
- Bel-Avenir
- Collège Ellis
- Collège Multihexa
- École commerciale du Cap
- École du Routier G.C.
- École nationale de l'horlogerie à Trois-Rivières
- Qualitech

## Conservatoire
- Conservatoire de musique de Trois-Rivières

## Enseignement collégial
- Cégep de Trois-Rivières
- Collège Ellis
- Collège Laflèche
- École commerciale du Cap

## Enseignement universitaire
- Université du Québec à Trois-Rivières[4]

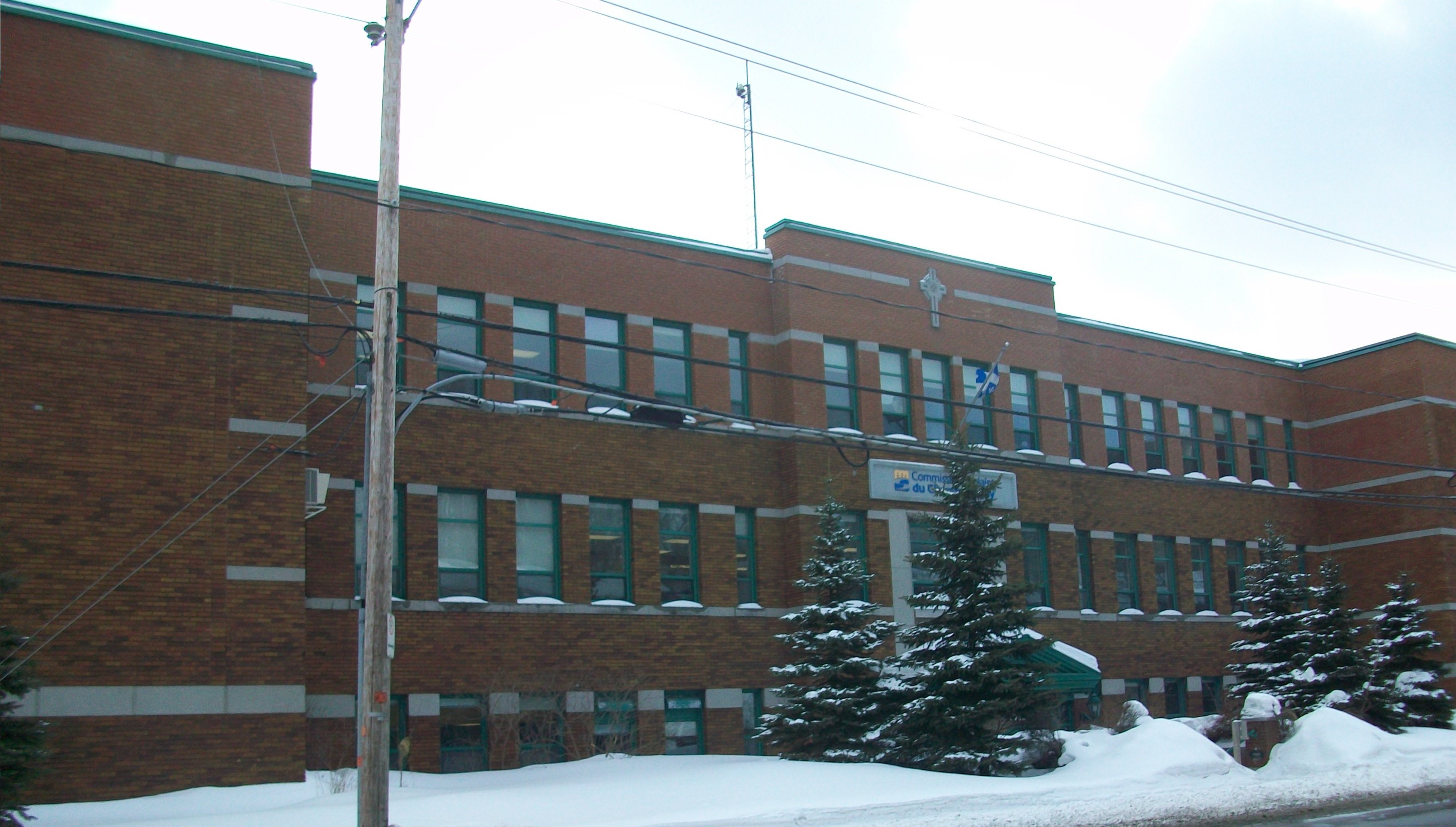
Centre administratif de la commission scolaire du Chemin-du-Roy, Trois-Rivières.